# Várnai Zseni
Várnai Zseni, születési nevén Weisz Eugénia (Nagyvázsony, 1890. május 25. – Budapest, 1981. október 16.) József Attila-díjas magyar költő, Peterdi Andor író felesége, Peterdi Mária írónő és Peterdi Gábor festőművész édesanyja.

## Életpályája
Nagyvázsonyban született Weisz Zsigmond szabó és Weisz Janka gyermekeként. 1908-ban végzett az Országos Színészegyesület színiiskolájában, de soha nem lépett színpadra. Pályafutását tisztviselőként kezdte, férje révén 1909-ben kapcsolatba került a munkásmozgalommal. Első és legismertebb, Katonafiamnak című verse 1911-ben jelent meg a Népszavában, amelynek példányait emiatt a rendőrség elkobozta, őt pedig vád alá helyezték. A két világháború közt az erdélyi Zsidó Jövő közölte verseit. 1943–1944-ben egy antifasiszta csoport vezetője volt. A második világháború után rövid ideig a Kossuth Népe és az Új Idők szerkesztőségében dolgozott.
Költészetében a politikai mondanivaló mellett megjelentek a lírai témák is, például az anyaság érzése. Kései verseinek fő témája az öregedés, az elmúlás fájdalma, bizalom a szeretetben és a munka öröme.

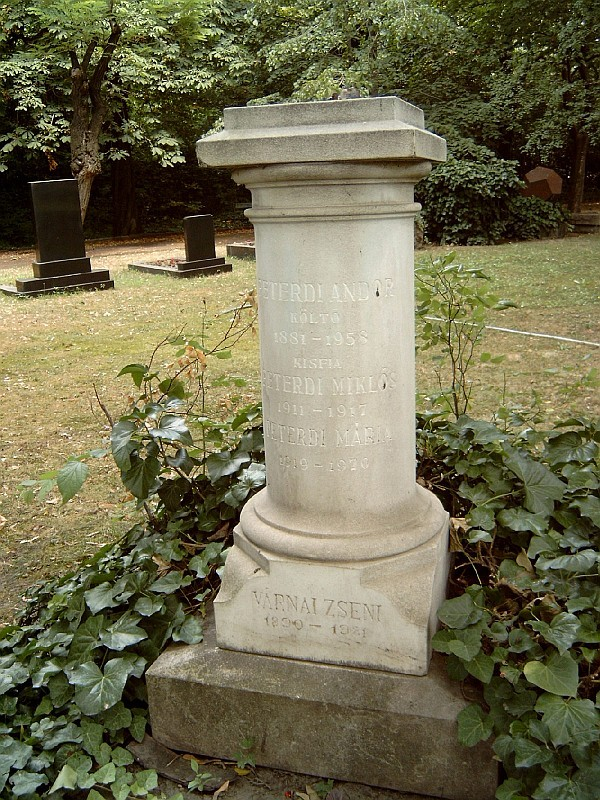
Várnai Zseni, Peterdi Andor és Peterdi Mária sírja Budapesten. Kerepesi temető: 34/2-1-8.

## Művei
- Katonafiamnak! (versek, 1914)
- Gracchusok anyja (versek, 1916)
- Anyaszív (versek, 1918)
- Vörös tavasz. Várnai Zseni forradalmi versei (versek, 1919)
- Örömök kertje (mesék, 1919)
- A mesélő erdő (mesék, 1921)
- A fájdalom könyve (versek, 1921)
- Aludni szeretnék (dráma, 1922)
- Furulyaszó (gyermekversek, 1923)
- Ím itt az írás! (versek, 1927)
- Kórus szopránban (versek, 1930)
- Fekete bárány (versek, 1935)
- Én mondom és te add tovább! (versek, 1937)
- Legyen meg a te akaratod (versek, 1939)
- Én nem mondok le soha a reményről (versek, 1940)
- Ég és föld között (önéletrajzi regény, 1941)
- Várnai Zseni válogatott versei (válogatott versek, 1942)
- Egy asszony a milliók közül (önéletrajzi regény, 1942, 1956)
- Mint viharban a falevél (önéletrajzi regény, 1943, Peterdi Máriával közösen)
- Üldözött versek (versek, 1945)
- Áldott asszonyok (versek, 1947)
- A világ asszonyaihoz (versek, 1950)
- Most szép lenni katonának (verses levél, 1953)
- Válogatott versek (válogatott versek, 1954)
- Így égtem, énekeltem (válogatott versek, 1958)
- Fényben, viharban (önéletrajzi regény, 1958)
- Feltámadás (versek, 1959)
- Békét! (versek, 1960)
- Légy boldog te világ! (válogatott versek, 1961)
- Élők, vigyázzatok! (válogatott versek, 1962)
- Nem volt hiába (önéletrajzi regény, 1962)
- Nyugtalan madár (versek, 1966)
- Tündérkert (gyermekversek, 1968)
- Ének az anyáról (versek, 1968)
- Borostyán (versek, 1969)
- Idő heroldja (összegyűjtött versek, 1971)
- Vers és virág (összegyűjtött versek, 1973)
- Egy harcos asszony írásai (versek, 1973)
- Egy asszony a milliók közül I-II. (önéletrajzi regények, 1974)
- Az igazlátó király (mesék, gyermekversek, 1979)
- Sorsod foglya vagy (versek, 1986)

## Díjai, elismerései
- Magyar Szabadság Érdemrend ezüst fokozat (1946)
- József Attila-díj (1956)
- Munka Érdemrend (1958)
- A Munka Vörös Zászló Érdemrendje (1960, 1975)
- Szocialista Magyarországért Érdemrend (1979)
- Munka Érdemrend arany fokozata (1965, 1968, 1970)
- Szocialista Hazáért érdemrend (1967)
- Felszabadulás Jubileumi Emlékérem (1970)
- Tanácsköztársasági Emlékérem (1959)
- Partizán Emlékérem
- SZOT-díj (1969)